# Broken Lizard
Broken Lizard is een groep van vijf Amerikaanse komieken. Het vijftal schrijft, regisseert en acteert in hun eigen films. Ze verwierven onder andere bekendheid met de films Super Troopers, Beerfest en Club Dread.

## Films
- Puddle Cruiser (1996)
- Super Troopers (2001)
- Club Dread (2004)
- Beerfest (2006)
- The Slammin' Salmon (2010)

## Andere projecten
Broken Lizard's Jay Chandrasekhar heeft de film Dukes of Hazzard geregisseerd.